# Metz (фирма)
METZ — баварский (немецкий) производитель бытовой и фото-электроники.

## О компании
Базирование производства продуктов Metz находится в Баварии, неподалёку от Нюрнберга.

## Вехи истории
- 1938 год  —основания компании. Основатель компании Пауль Метц.
- 1950 год  — у компании появился девиз «Metz — всегда первый класс».
- 1952 год  — начало производства фотовспышек Metz.
- 1955 год  — начало выпуска телевизоров Metz.
- 1993 год  — умер Пауль Метц. Владелицей компании становится его вдова — Хелене Метц.
- 2014 год  — выпуск линейки телевизоров: Solea, Clarea, Pureo. Презентация этой линейки состоялась в мае на мюнхенском High End Show.
- 2014 год , 19 ноября — компания объявила о своем банкротстве. [1]